# Độ phân giải 4K
Độ phân giải 4K, còn được gọi là 4K, đề cập đến độ phân giải màn hình ngang khoảng 4.000 pixel. Truyền hình kỹ thuật số và quay phim kỹ thuật số thường sử dụng một số độ phân giải 4K khác nhau. Trong truyền hình và truyền thông tiêu dùng, 3840 × 2160 (4K UHD) là tiêu chuẩn 4K thống trị, trong khi ngành công nghiệp chiếu phim sử dụng độ phân giải 4096 × 2160 (DCI 4K).
Thị phần truyền hình 4K tăng khi giá của nó giảm đáng kể trong năm 2014  và 2015. Đến năm 2020, hơn một nửa số hộ gia đình ở Mỹ dự kiến sẽ có TV có khả năng 4K, tỷ lệ chấp nhận nhanh hơn nhiều so với Full HD (1080p).

So sánh độ phân giải phát sóng phổ biến

So sánh độ phân giải màn hình chung

## Tiêu chuẩn và thuật ngữ 4K
Thuật ngữ "4K" mang tính chung chung và đề cập đến bất kỳ độ phân giải nào với số điểm ảnh ngang xấp xỉ 4.000.(p2) Một số độ phân giải 4K khác nhau đã được các tổ chức khác nhau chuẩn hóa.

### Chuẩn kỹ thuật hệ thống rạp chiếu phim kỹ thuật số DCI
Năm 2005, Sáng kiến Điện ảnh Kỹ thuật số (DCI), một tổ chức tiêu chuẩn nổi bật trong ngành điện ảnh, đã xuất bản Thông số kỹ thuật Hệ thống Điện ảnh Kỹ thuật số. Thông số kỹ thuật này thiết lập các định dạng chứa 2K và 4K được tiêu chuẩn hóa để sản xuất rạp chiếu phim kỹ thuật số, với độ phân giải 2048 × 1080 và 4096 × 2160 tương ứng. (§4.3.1) Độ phân giải của nội dung video bên trong tuân theo tiêu chuẩn SMPTE 428-1, (§3.2.1) thiết lập các độ phân giải sau cho phân phối 4K: (p6)
- 4096 × 2160 (full frame, tỷ lệ khung hình 256: 135 hoặc ≈1.90: 1)
- 3996 × 2160 (flat crop, tỷ lệ khung hình 1,85: 1)
- 4096 × 1716 (CinemaScop crop, tỷ lệ khung hình ≈2.39: 1)